# Rustawelis Gamsiri

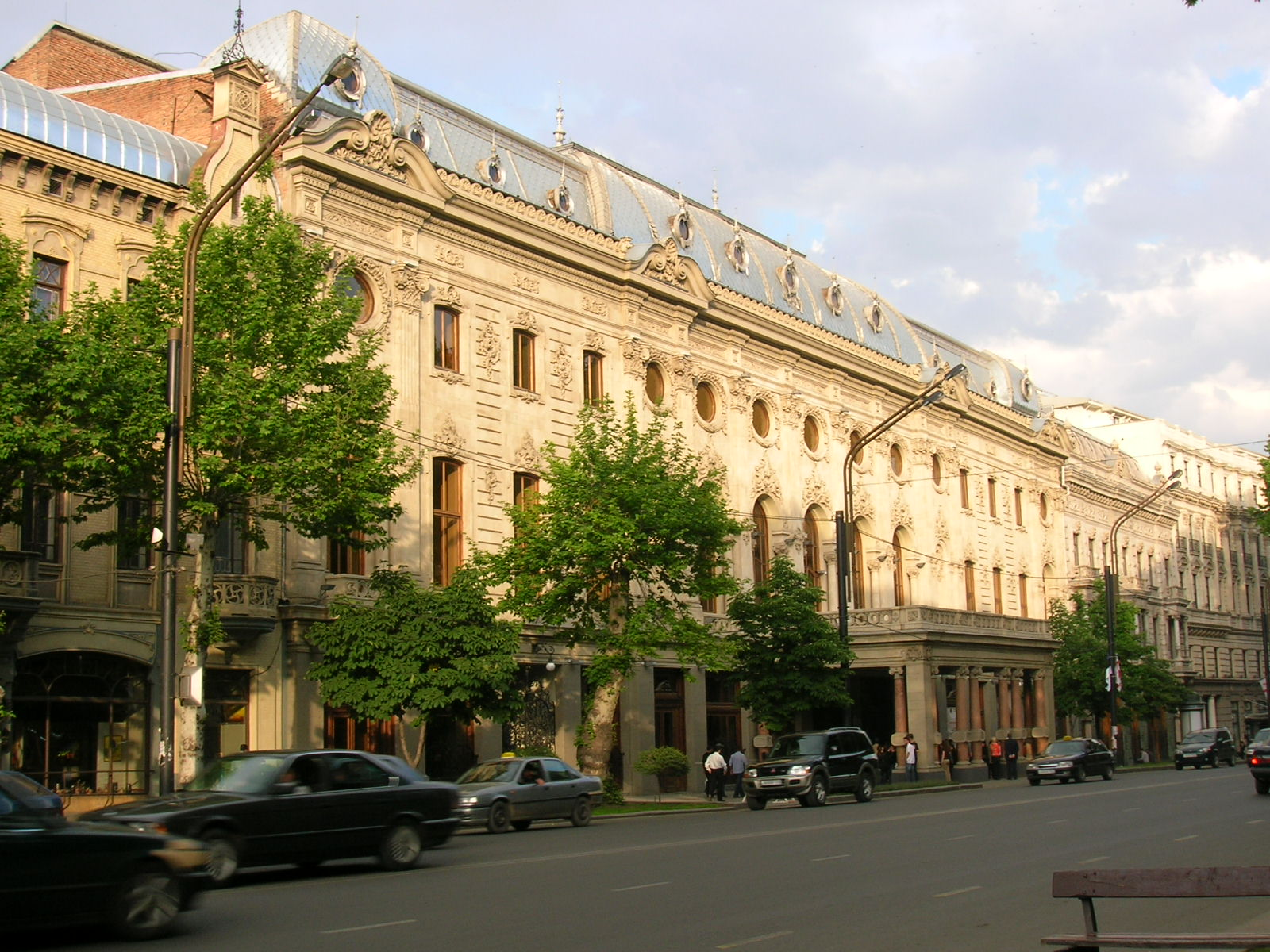
Rustawelis Gamsiri in Tiflis

Rustawelis Gamsiri (georgisch რუსთაველის გამზირი „Rustaweli-Boulevard“) ist eine Hauptverkehrsstraße im Zentrum von Tiflis. Die etwa 1,5 Kilometer lange Allee mit leichter Krümmung gilt als Prachtstraße der georgischen Hauptstadt. Sie erstreckt sich parallel zum Fluss Kura zwischen dem Freiheitsplatz (georgisch Tawisuplebis Moedani) und dem Platz der Republik (georgisch Respublikis Moedani) im Stadtteil Garetubani.

## Geschichte

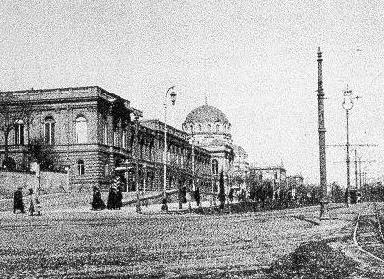
Rustawelis Gamsiri, 1892. Links der Palast des Vizekönigs

Die Straße hieß ursprünglich Sassachlis Kutscha (dt. Palaststraße). Sie bildete das Zentrum des im 19. Jahrhundert erbauten russischen Viertels von Tiflis, verlief entlang dem Palast des russischen Vizekönigs, sie erhielt etwa 1841 den Namen Golowin-Boulevard.
Unter der Regentschaft des Vizekönigs Fürst Michail Woronzow wurde er nach 1848 zur Prachtstraße ausgebaut und zu beiden Seiten mit Platanen bepflanzt. Fürst G. Muchran-Batoni ließ dort 1854 seinen Palast errichten. Zwischen 1865 und 1869 wurde der Gouverneurspalast zum Vizekönigspalast ausgebaut (heute Jugendpalast). 1863 wurde zwischen dem Boulevard und der Kura der Alexandergarten eröffnet, ein großer öffentlicher Park nach Plänen von Heinrich Scharrer und Otto Simonson. In diesem Teil des Boulevards befindet sich die Kwaschweti-Kirche und die Georgische Akademie der Schönen Künste.

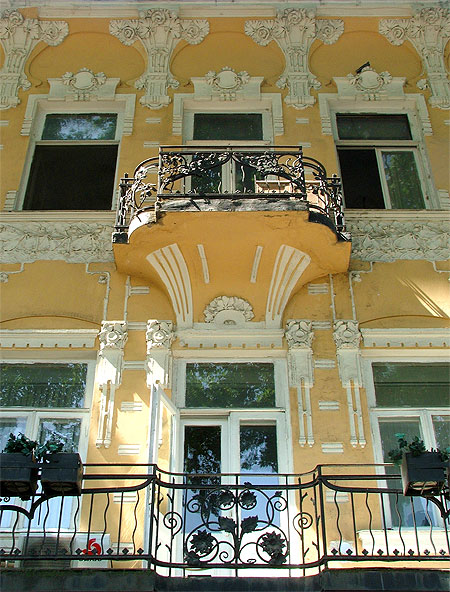
Jugendstil-Fassade an der Rustawelis Gamsiri

Es folgten das Hotel Rossija (1884), das Militärhistorische Museum (1885, heute Staatliche Gemäldegalerie), das Haus der Georgischen Künstlergesellschaft mit einem beliebten Keller-Café (1887, heute Staatliches Rustaweli-Theater), das Hotel Orient (1895, heute Haus der georgischen Maler) und das Schatz-Opernhaus (1896, heute Staatliches Sachari-Paliaschwili-Theater für Oper und Ballett). 1915 wurde im Keller-Café des Hauses der Künstlergesellschaft die Schriftstellergruppe Blaue Hörner gegründet. Es entstanden elegante Wohnhäuser der georgischen Aristokratie im Stil des Klassizismus, des Barock und des Jugendstils. Später kamen das Historische Museum (1923, heute Staatliches Simon-Dschanaschia-Museum, benannt nach dem Historiker Simon Dschanaschia), das Regierungsgebäude Georgiens (1938, heute Parlamentsgebäude), ein Kino mit 1.200 Plätzen (1939), ein Warenhaus (1975) sowie verschiedene Ministerien hinzu.
Neben dem dichten Platanendach geben Blumengärten, kleine Parks und Rasenflächen, Trinkwasserfontänen und Skulpturen dem Boulevard eine eigene Atmosphäre.
1918 gab die Demokratische Republik Georgien dem Boulevard den Namen des georgischen Nationaldichters Schota Rustaweli. In der Sowjetunion wurde er nach dem russischen Revolutionär Wladimir Iljitsch Lenin benannt. In der Spätphase der Sowjetunion erhielt er wieder den Namen von 1918.

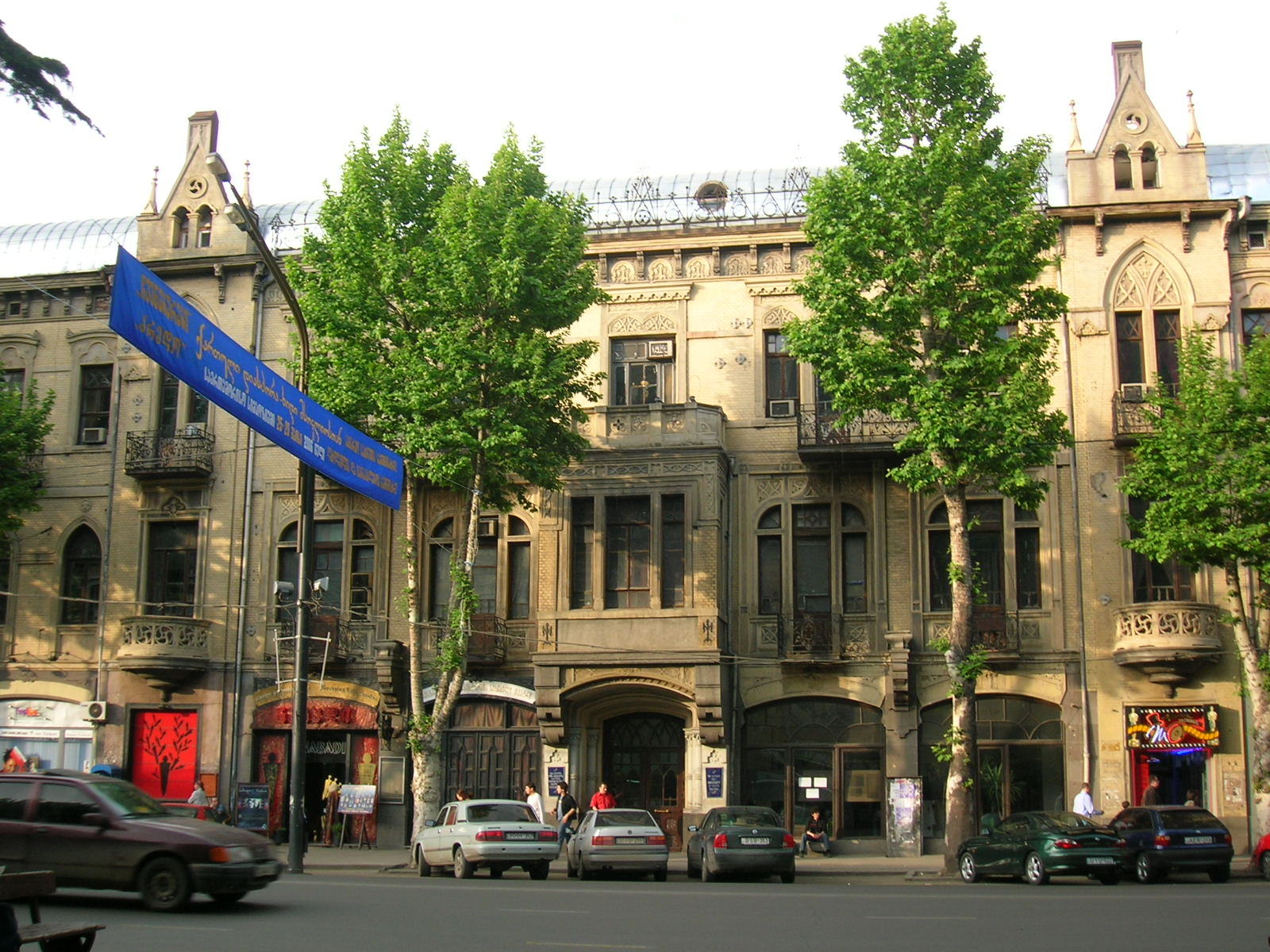
Das Staatliche Georgische Institut für Theater und Film

Die Flaniermeile war immer wieder ein Schauplatz politischer Veränderungen in Georgien. 1956 zogen junge Demonstranten mit Anti-Regierungs-Parolen über die Straße. Sowjetische Panzer vertrieben sie beim Massaker von Tiflis. Im April 1989 töteten sowjetische Truppen vor dem Regierungsgebäude 20 Hungerstreikende mit Giftgas und scharf geschliffenen Spaten. 1991 und 1992 wurde dort der Tifliser Krieg ausgetragen, ein Putsch der Warlords Dschaba Iosseliani und Tengis Kitowani gegen den gewählten Präsidenten Swiad Gamsachurdia. Die Geschosseinschläge von Panzern, Artillerie und Raketen sind noch heute am Parlamentsgebäude zu sehen. 2003 demonstrierten während der Rosenrevolution zehntausende Menschen auf dem Boulevard gegen die Regierung Eduard Schewardnadses und zwangen sie schließlich zum Rücktritt. Im November 2007 kam es erneut zu Massenprotesten auf dem Boulevard, um Neuwahlen für das Amt des Staatspräsidenten herbeizuführen. 
Der Boulevard beherbergt einige der bekanntesten Cafés der Stadt. Zu ihnen zählen das Vincent, das vor allem von Künstlern und Studenten frequentiert wird, und das Laghidse, ein 1904 gegründeter Traditionsbetrieb mit Limonaden aus Mineralwasser, Frucht- und Kräutersirupen eigener Herstellung.
Mit dem Zusammenbruch der georgischen Wirtschaft sind zu Beginn der 1990er Jahre Holzbuden auf dem Boulevard eingezogen, an denen Zigaretten und Getränke verkauft werden.  Die meisten wurden Ende 2006 entfernt, da sie nicht legal waren. Sonntags war der Boulevard für Autos gesperrt. Den Platz der ehemaligen Holzbuden nahmen Verkäuferinnen auf Kisten oder Klappstühlen ein, die Blumen, Zeitschriften oder Sonnenblumenkerne anbieten. In der Nähe der Metro-Station Rustaweli verkaufen einheimische Künstler ihre Bilder, Ikonen sowie landestypische Souvenirs wie Trinkhörner, Schnitzereien oder traditionelle Kopfbedeckungen.

## Prominente Gebäude

Denkmal für den Namenspatron an der Rustawelis Gamsiri

- Rustawelis Gamsiri 2–4: Kaufhaus Tiflis
- Rustawelis Gamsiri 2: Staatliche Alexander-Gribojedow-Schauspielbühne
- Rustawelis Gamsiri 3: Staatliches Simon-Dschanaschia-Museum
- Rustawelis Gamsiri 3: Galerie der Modernen Kunst
- Rustawelis Gamsiri 5: Rustaweli-Kino
- Rustawelis Gamsiri 6: Jugendpalast
- Rustawelis Gamsiri 7: Haus der georgischen Maler
- Rustawelis Gamsiri 8: Parlament Georgiens
- Rustawelis Gamsiri 10: Gymnasium Nr. 1
- Rustawelis Gamsiri 11: Staatliche Gemäldegalerie
- Rustawelis Gamsiri 12: Ministerium für Kommunikation
- Rustawelis Gamsiri 13: Marriott Hotel Tiflis
- Rustawelis Gamsiri 17: Staatliches Akademisches Rustaweli-Theater
- Rustawelis Gamsiri 19: Staatliches Georgisches Institut für Theater und Film
- Rustawelis Gamsiri 25: Staatliches Sacharia-Paliaschwili-Theater für Oper und Ballett
- Rustawelis Gamsiri 29: Verfassungsgerichtshof Georgiens
- Rustawelis Gamsiri 30: Ministerium für Justiz